# Kraczeń
Kraczeń lub Kraczoń (933 m) – szczyt w Górach Leluchowskich, które w polskiej regionalizacji fizycznogeograficznej według Jerzego Kondrackiego zaliczone zostały do Beskidu Sądeckiego, w nowszej regionalizacji z 2018 r. wraz z Górami Lubowelskimi do Pogórza Popradzkiego. Znajduje się we wsi Leluchów w województwie małopolskim, w powiecie nowosądeckim, w gminie Muszyna.
Kraczeń położony jest w odległości 470 m (w prostej linii) na północny wschód od Kraczonika (936 m) – najwyższego szczytu całego pasma. Kraczoń jest zwornikiem; w zachodnim kierunku odchodzi od niego krótki boczny grzbiet z wierzchołkiem Pieronka (833 m). Masyw Kraczonia jest całkowicie porośnięty lasem. Z południowo-wschodnich stoków spływa z niego kilka potoków zasilających potok Smereczek, z leju źródliskowego w stokach zachodnich wypływa potok Kraczoń uchodzący do Popradu.

## Szlaki turystyczne
– niebieski: Leluchów – Kraczonik – Kraczoń – Zimne – Dubne (szczyt) – Przechyby – Garby – Powroźnik. 4 h, ↓ 3.45 h